# Дом за децу и омладину „Споменак” Панчево
| Дом за децу и омладину „Споменак” Панчево |                                                                                                   |
| Оснивач:                                  | Град Панчево                                                                                      |
| Седиште:                                  | Кнеза Михајла Обреновића 6 · Панчево Србија                                                       |
| Веб презентација                          | http://www.pancevo.rs/socijalne-ustanove/ustanova/dom-za-decu-bez-roditeljskog-staranja-spomenak/ |
| Контакт:                                  | 013/2318-464                                                                                      |

Дом за децу и омладину „Споменак” је установа социјалне заштите чији је оснивач АП Војводина, док се средства за финансирање основног облика рада – домског смештаја, обезбеђују из буџета Републике Србије. Циљ је да деци и омладини у установи пруже васпитање, љубав и финансијске услове који ће им надоместити оно што им недостаје. Добитници су награде за установе и предузећа 1988.
Функција Дома је збрињавање деце и омладине од 7 до 26 година, без родитељског старања и деце са сметњама у развоју, до обезбеђивања услова за повратак у сопствену, или збрињавања у некој другој породици (сродничкој, хранитељској, старатељској), односно до оспособљавања за самосталан живот. Смештајни капацитет Дома је 48 места, а за додатне услуге садрже места за још 48 деце. Тренутно садрже 27 деце, од којих је 21 на смештају, док је шесторо на становању уз подршку.
У оквиру Дома додатна услуга је и Прихватилиште чија је функција прихват и краткотрајан смештај деце и омладине којој је он хитно потребан, а у оквиру којег се обезбеђује смештај, храна и примена здравствених мера до изналажења трајнијег решења од стране надлежног органа старатељства. Ова деца су такође у потпуности укључена у редовне активности Дома и пружају им се подједнаке могућности адаптације, образовања, креативног ангажовања, као и деци на сталном смештају у Дому. Годишње кроз ово прихватилиште прође више од стотину деце, а капацитет Прихватилишта који финансира град Панчево је осам места.
Дом остварује блиску сарадњу са Министарством за рад, запошљавање, борачка и социјална питања у Београду, Градском Управом града Панчева, Центрима за социјални рад из целе Србије, школама, здравственим установама у Београду, Новом Саду и Панчеву, многим организацијама социјалног карактера, као и другим установама истог или сличног карактера.